# Cratoenigma articulata

Cratoenigma articulata (лат.) — ископаемый вид сидячебрюхих перепончатокрылых насекомых. Нижний мел (Crato formation, штат Сеара на северо-востоке Бразилии). Длина тела 11 мм, переднего крыла — 8 мм (его ширина — 2,9 мм). Ширина головы 2 мм (длина — 1,4 мм). Пронотум хорошо развит, длиной 1 мм и шириной 2 мм. Длина мезонотума 1,8 мм (ширина — 2 мм). Нотаули имеются, но парапсидий нет.
Систематическое положение неясно, предположительно является переходной группой между растительноядными рогохвостами и примитивными паразитическими таксонами перепончатокрылых. Ближайшими сестринскими группами считаются семейства Xiphydriidae + Euhymenoptera (Orussidae, Paroryssidae и Apocrita).